# Supreme Art of War
Supreme Art of War è il primo album degli Stormlord, pubblicato nel 1999.

## Tracce
1. Where My Spirit Forever Shall Be - 6:21
2. A Descend into the Kingdom of the Shades - 5:46
3. Sir Lorial - 2:08
4. Age of the Dragon - 6:51
5. War (The Supreme Art) - 5:21
6. Immortal Heroes - 7:49
7. Of Steel and Ancient Might - 9:32
8. Outro - 0:50

## Formazione

### Gruppo
- Cristiano Borchi - voce
- Pierangelo Giglioni - chitarra, cori
- Francesco Bucci - basso, cori
- David Folchitto - batteria
- Fabrizio Cariani - tastiere

### Altri musicisti
- A. G. Volgar - voce, canto lirico, narrazione, cori
- Valentina Di Prima - voce femminile
- Steve Sylvester - voce d'accompagnamento su Immortal Heroes
- Giuseppe "Ciape" Cialone - cori
- Massimiliano Salvatori - cori
- Tiziana Timpano - flauto
- Elisa Papandrea - violino
- Federico Papandrea - chitarra